# 香港保齡球城
香港保齡球城是過去位於香港九龍灣EMax地下的保齡球場，於2006年12月14日啟用，佔地約6萬平方呎。它共有48條保齡球跑道，部分跑道裝有圍欄，讓保齡球在發球後不會跌入球坑。除此之外，它亦設有貴賓房。
2005年1月，九龍灣國際展貿中心的持有機構合和實業向政府補地價，把中心一部分改建為商場EMax。其中地下約6萬平方呎的地方由香港保齡球城租用。啟用時總投資金額為1000萬美元。之後成為了東亞運動會和第22屆亞洲保齡球錦標賽的指定場地。2013年結業。原址改由星影匯戲院續租。

## 歷史
2005年1月，九龍灣國際展貿中心的持有機構合和實業向政府補地價，把中心一部分改建為商場EMax。其中地下約6萬平方呎的地方由香港保齡球城租用。其總經理楊敏健在香港保齡球城還沒啟用時表示，他們打算把營業時間設為上午10時至凌晨2時。2006年12月14日，香港保齡球城正式開幕，總投資金額為1000萬美元。同日為此舉辦儀式。合和實業董事副總經理胡文新亦有出席，並在現場試用場地。當時保齡球城有24條跑道能夠予人使用，為整個場地跑道數目的一半。它另設有收費較昂貴的貴賓房。
2007年的報導表示全部跑道預計在當年下半年期間啟用。它在2008年成為亞洲巡迴賽和亞洲錦標賽的指定場地。次年成為東亞運動會的比賽場地。2010年，聘用了美國專業保齡球手聯會的羅伯特·史密斯於現場教導人們保齡球技巧。2012年的第22屆亞洲保齡球錦標賽亦有使用該場地。2013年1月，香港保齡球城仍有運作。到了5月時已結業。原址改由星影匯戲院續租。

## 位置設施
香港保齡球城位於EMax地下，佔地約6萬平方呎。共有48條保齡球跑道，它們以風景畫作裝飾。部分跑道裝有圍欄，讓保齡球在發球後不會跌入球坑。貴賓房設有卡拉OK設備和獨立洗手間。保齡球手的得分會顯示在50吋屏幕上。其還提供兒童專用發球器和適合兒童使用的球鞋，後者部分能供3歲兒童使用。

## 迴響
2009年東亞運動會香港保齡球代表隊成員馮雪儀讚揚該一場地的設施，不過仍批評回球機高度不足和場地「光線稍暗」。同樣是代表隊成員的陳淑嫻認為該場地的較大問題在於空調所設定的溫度讓人覺得「頗冷」，回球機的高度反而「沒有影響」。香港保齡球城回應指他們把空調設成較低溫度是要避免「保齡球手指洞位遇熱膨漲」。《東方日報》的黃婉婷讚揚香港保齡球城「特別照顧兒童玩家」。《香港經濟日報》的鄭家如認為裝有圍欄的保齡球跑道對那些經常讓保齡球偏離跑道的人而言「簡直是天大喜訊」。

## 外部連結
- 香港保齡球城的Facebook專頁